# Primeira Batalha de Zauia
A Primeira Batalha de Zauia foi uma batalha ocorrida durante a Guerra Civil Líbia de 2011 entre as unidades do exército e milicianos leais a Muammar Gaddafi e as forças anti-Gaddafi pelo controle da cidade de Zauia.
A cidade rapidamente caiu para os rebeldes com soldados do Exército da Líbia desertando. Zauia era a cidade rebelde que estava mais próxima de Trípoli e tornou-se o foco principal das tropas de Gaddafi. A cidade foi sitiada e regularmente atacada por partidários com os rebeldes defendendo o centro da cidade. O ataque final durou uma semana e foi liderado pela Brigada Khamis, a melhor unidade treinada do exército líbio. A rebelião foi finalmente esmagada e as tropas de Gaddafi assumiram o controle total da cidade.
Juntamente com a Batalha de Misrata, a Primeira Batalha de Zauia foi um dos conflitos mais sangrentos da Guerra Civil Líbia.